# Loud and Clear (альбом)
Loud and Clear — третий студийный альбом американской хард-рок-группы Autograph, вышедший в 1987 году.

## Об альбоме
Loud and Clear вышел в 1987 году на виниле; в 1989 году было выпущено переиздание. В 1990 году альбом вышел на CD. Продюсером выступил Энди Джонс.
В поддержку альбома был снят клип на заглавную песню «Loud and Clear». В клипе снялись Оззи Осборн и Винс Нил.

## «Каков отец, таков и сын»
В 1987 году вышел фильм «Каков отец, таков и сын», в котором участники группы снялись в роли самих себя. В фильме были исполнены две композиции с альбома — «Dance All Night» и «She Never Looked That Good for Me».

## Список композиций
| №   | Название                            | Длительность |
| --- | ----------------------------------- | ------------ |
| 1.  | «Loud and Clear»                    | 3:41         |
| 2.  | «Dance All Night»                   | 4:30         |
| 3.  | «She Never Looked That Good for Me» | 3:36         |
| 4.  | «Bad Boy»                           | 4:09         |
| 5.  | «Everytime I Dream»                 | 4:53         |
| 6.  | «She’s a Tease»                     | 3:38         |
| 7.  | «Just Got Back from Heaven»         | 4:22         |
| 8.  | «Down N’ Dirty»                     | 3:18         |
| 9.  | «More Than a Million Times»         | 6:01         |
| 10. | «When the Sun Goes Down»            | 4:15         |

## Участники записи
- Стив Планкетт — вокал, ритм-гитара
- Стив Линч — лид-гитара
- Рэнди Рэнд — бас-гитара, бэк-вокал
- Стивен Ишам — клавишные, бэк-вокал
- Кени Ричардс — ударные